# چند روز در سپتامبر
چند روز در سپتامبر (به انگلیسی: A Few Days in September) فیلمی محصول سال ۲۰۰۶ و به کارگردانی سانتیاگو آمیگورنا است. در این فیلم بازیگرانی همچون ژولیت بینوش، جان تورتورو، سارا فورستیه، تام رایلی و نیک نولتی ایفای نقش کرده‌اند.